# Mosquée Al Haliq

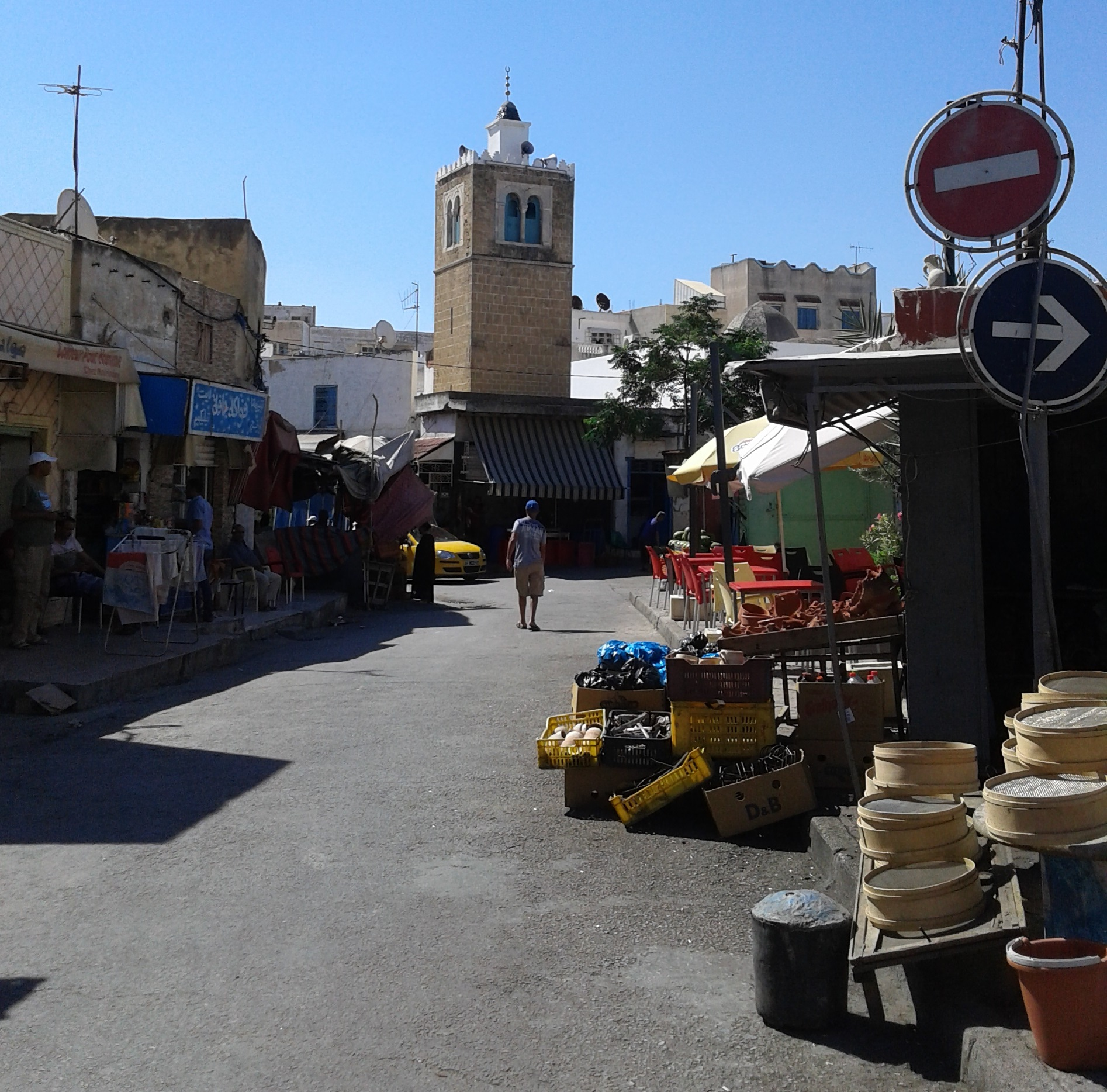
Mosquée Al Haliq visible depuis la rue El Marr

La mosquée Al Haliq (arabe : جامع الحلق) est une mosquée tunisienne de la médina de Tunis, située au numéro 32 du souk El Silah près de la rue El Marr et de Bab Jedid.

## Histoire
Selon la tradition orale, une veuve a vendu ses bracelets d'or (haliq en arabe) pour financer sa construction. Les souverains hafsides l'ont reconstruite au XIVe siècle.

## Description
La salle de prière est entourée de plusieurs cours dont l'une possède un mihrab extérieur qui sert à la prière par beau temps. La coupole du mihrab est octogonale, une innovation probablement venue d'Algérie. Le minaret de forme carrée et de style hafside est ajouté lors des restaurations menées au XVIIIe siècle.

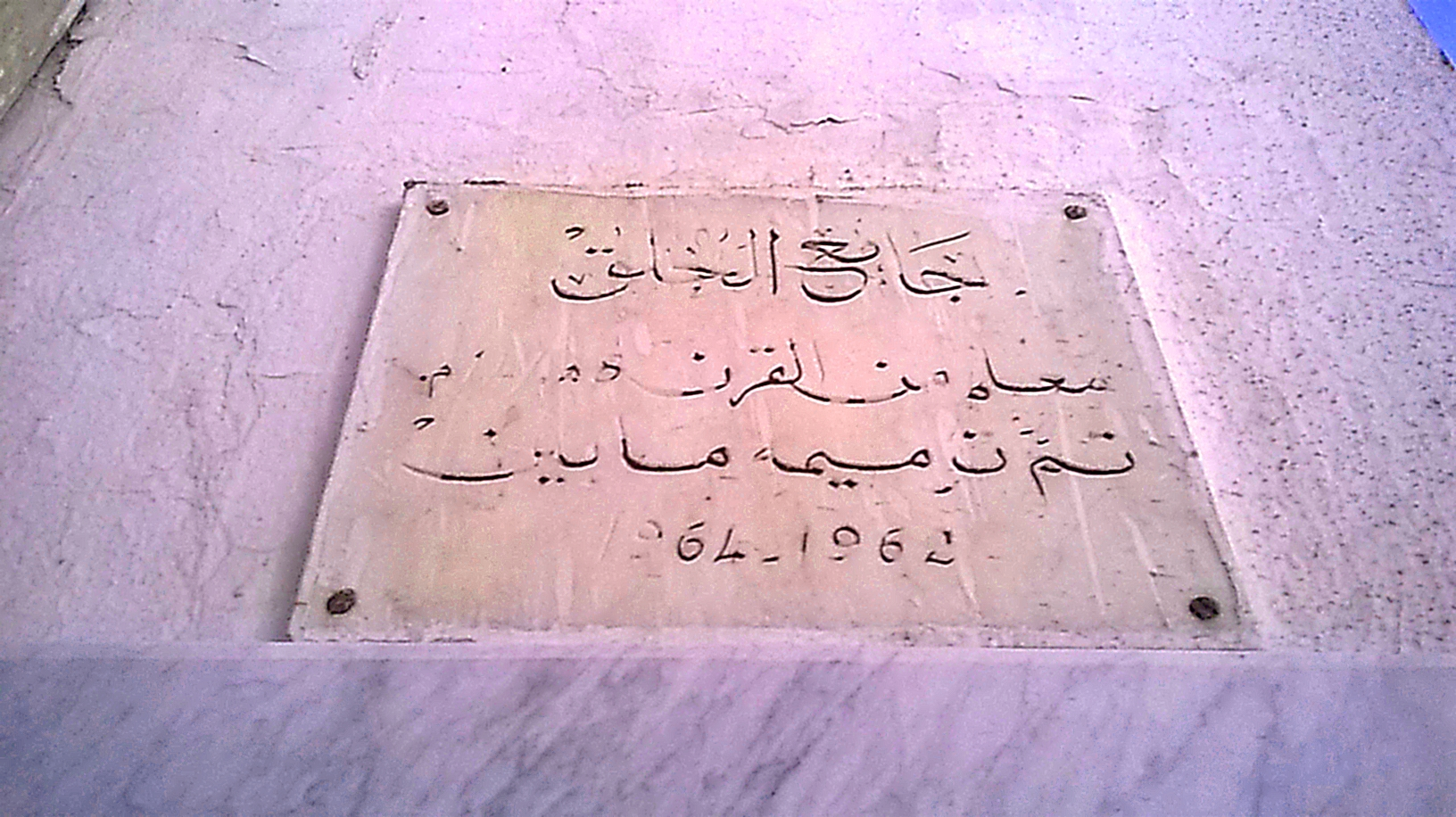
Plaque commémorative de la mosquée
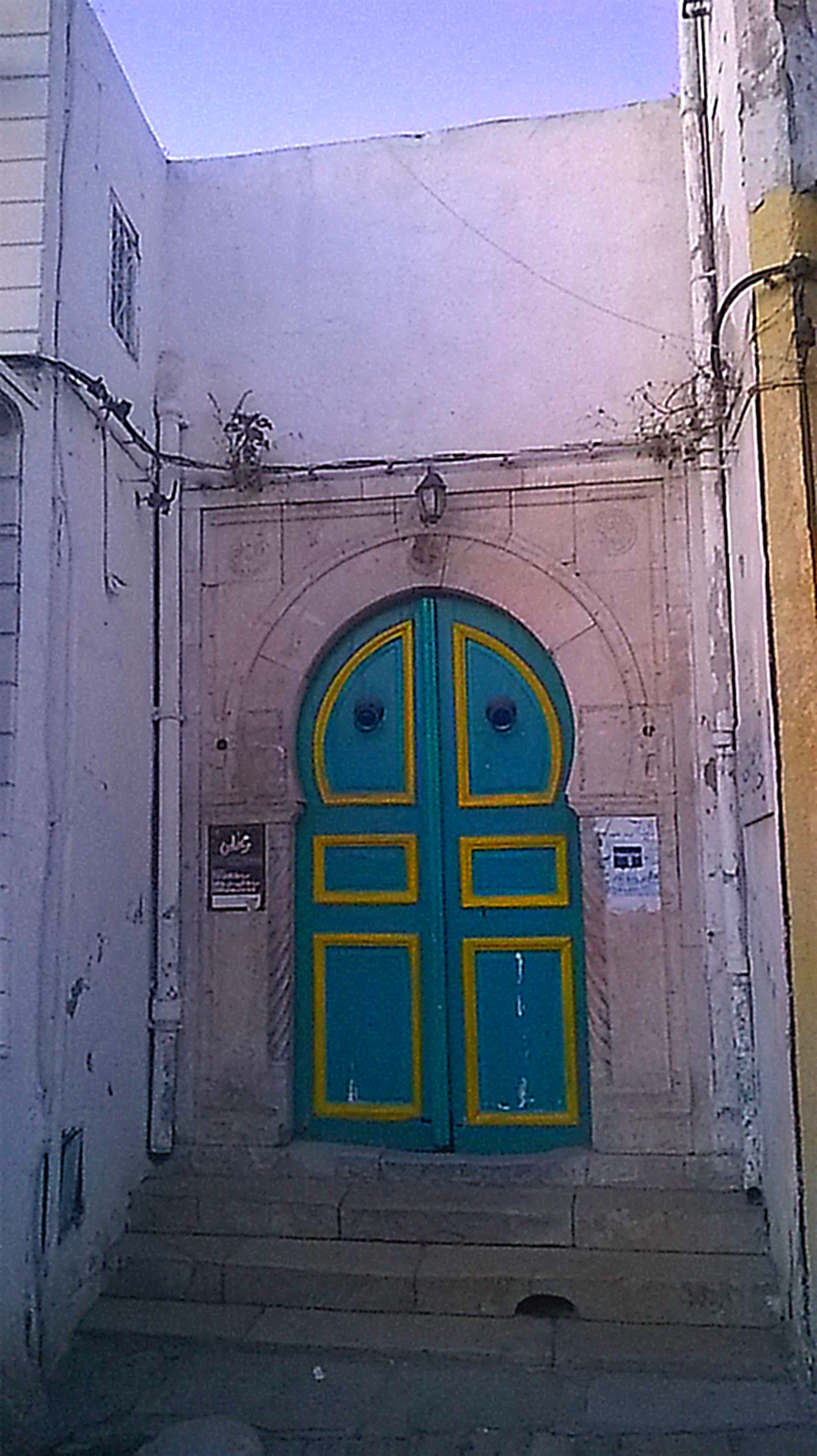
Porte d'entrée de la mosquée
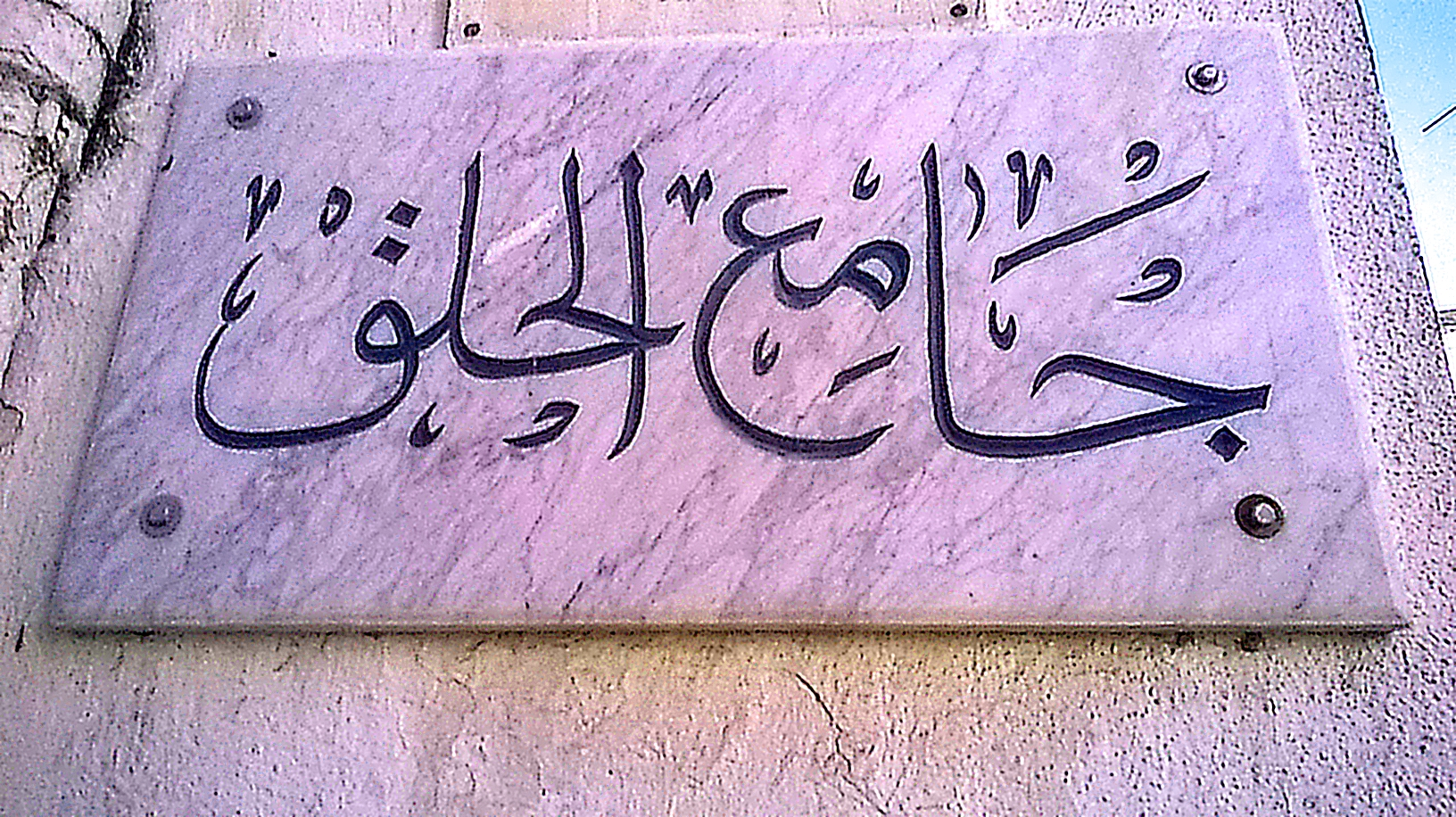
Plaque en marbre indiquant le nom de la mosquée
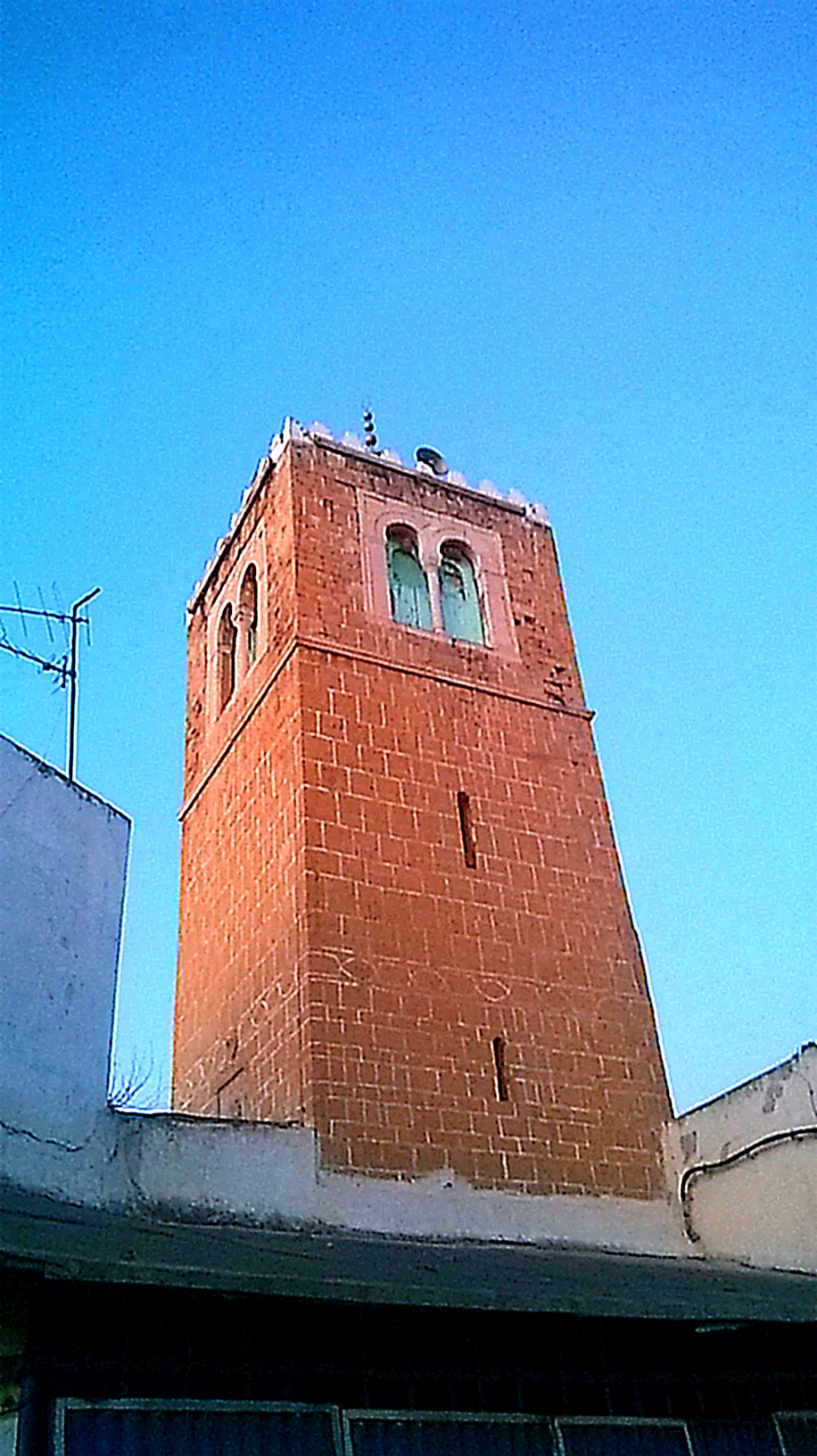
Minaret de la mosquée